# Платоновка (Юго-Восточная железная дорога)
Платоновка — железнодорожная станция Юго-Восточной железной дороги на линии Тамбов — Ртищево (линия не электрифицирована). Расположена в селе Платоновка Рассказовского района между станциями Рада и Иноковка. В границах станции находятся остановочные пункты 509 км, Ломовис и 519 км. Станция находится в непосредственной близости от города Рассказово.

## История
Открыта в 1870 году как станция Тамбово-Саратовской железной дороги рядом с деревней Знаменка (ныне Платоновка), когда первый поезд прошёл по линии Козлов — Умёт. Станция с названием «Знаменка» уже существовала в Российской Империи, поэтому приняли решения назвать новую станцию вторым именем деревни, а именно Платоновка, чтобы в будущем избежать путаницы при отправке грузовых и почтовых сообщений на одноименные станции.
Открытие железнодорожного движения имело огромное значение для развития экономики села.

## Дальнее следование по станции
| № поезда  | Маршрут движения            | № поезда  | Маршрут движения            |
| --------- | --------------------------- | --------- | --------------------------- |
| 5 «Лотос» | Астрахань — Москва          | 6 «Лотос» | Москва — Астрахань          |
| 31        | Саратов — Москва            | 32        | Москва — Саратов            |
| 109       | Астрахань — Санкт-Петербург | 110       | Санкт-Петербург — Астрахань |
| 137       | Саратов — Москва            | 138       | Москва — Саратов            |

## Пригородное следование по станции
| Маршрут движения         | Отправление | Маршрут движения         | Отправление |
| ------------------------ | ----------- | ------------------------ | ----------- |
| Тамбов — Тамала/Кирсанов | 10:18       | Тамала/Кирсанов — Тамбов | 15:40       |
| Тамбов — Кирсанов        | 18:33       | Кирсанов — Тамбов        | 07:23       |